# Wahlkreis Nr. 12 (Senat der Republik Polen, 2001–2011)
Der Wahlkreis Nr. 12 (polnisch Okręg wyborczy nr 12) war ein von 2001 bis 2011 bestehender Wahlkreis für die Wahl des Senats der Republik Polen und wurde auf Grundlage der Ordynacja wyborcza do Sejmu Rzeczypospolitej Polskiej i do Senatu Rzeczypospolitej Polskiej (Wahlordnung für den Sejm der Republik Polen und für den Senat der Republik Polen) vom 12. April 2001 (Dz.U. 2001 nr 46 poz. 499) errichtet. Die erste Wahl, die im Wahlkreis stattfand, war die Parlamentswahl am 23. September 2001.
Der Wahlkreis umfasste nach der Anlage Nr. 2 (Załącznik nr 2) der Ordynacja wyborcza do Sejmu Rzeczypospolitej Polskiej i do Senatu Rzeczypospolitej Polskiej in der letzten Bekanntmachung vom 30. Juni 2005 (Dz.U. 2005 nr 140 poz. 1173) die kreisfreie Stadt Krakau (Kraków) und die Powiate Chrzanowski, Krakowski, Miechowski, Myślenicki, Olkuski, Oświęcimski, Suski und Wadowicki der Woiwodschaft Kleinpolen (Województwo małopolskie).
Durch den Wechsel von Mehrpersonenwahlkreisen zu Einpersonenwahlkreisen wurde der Wahlkreis Nr. 12 im Jahr 2011 aufgelöst. Das Gebiet des Wahlkreises entspricht den Wahlkreisen Nr. 30, Nr. 31, Nr. 32 und Nr. 33 seit 2011.
Der Sitz der Wahlkreiskommission war Krakau (Kraków).

## Wahlkreisvertreter
| WP   | Wahl | Senator (Wahlkomitee) | Senator (Wahlkomitee)                                                 | Senator (Wahlkomitee) | Senator (Wahlkomitee)                                           | Senator (Wahlkomitee) | Senator (Wahlkomitee)                                                   | Senator (Wahlkomitee) | Senator (Wahlkomitee)                                            |
| ---- | ---- | --------------------- | --------------------------------------------------------------------- | --------------------- | --------------------------------------------------------------- | --------------------- | ----------------------------------------------------------------------- | --------------------- | ---------------------------------------------------------------- |
| V.   | 2001 |                       | Janusz Lucjan Bargieł (KKW Sojusz Lewicy Demokratycznej – Unia Pracy) |                       | Bogusław Mąsior (KKW Sojusz Lewicy Demokratycznej – Unia Pracy) |                       | Bogdan Leszek Podgórski (KKW Sojusz Lewicy Demokratycznej – Unia Pracy) |                       | Andrzej Jaeschke (KKW Sojusz Lewicy Demokratycznej – Unia Pracy) |
| VI.  | 2005 |                       | Ryszard Antoni Legutko (KW Prawo i Sprawiedliwość)                    |                       | Piotr Marian Boroń (KW Prawo i Sprawiedliwość)                  |                       | Andrzej Maria Gołaś (KW Platforma Obywatelska RP)                       |                       | Jarosław Gowin (KW Platforma Obywatelska RP)                     |
| VII. | 2007 |                       | Zbigniew Jan Cichoń (KW Prawo i Sprawiedliwość)                       |                       | Stanisław Bisztyga (KW Platforma Obywatelska RP)                |                       | Janusz Sepioł (KW Platforma Obywatelska RP)                             |                       | Paweł Klimowicz (KW Platforma Obywatelska RP)                    |

## Wahlergebnisse

### Parlamentswahl 2001
Die Wahl fand am 23. September 2001 statt.
| #  | Kandidat | Kandidat                     | Wahlkomitee                                              | Stimmen | Prozent |
| -- | -------- | ---------------------------- | -------------------------------------------------------- | ------- | ------- |
| 1  |          | Stanisław Babiński           | KWW Ziemi Krakowskiej                                    | 82.565  | 12,65 % |
| 2  |          | Andrzej Feliks Bajołek       | KW Polskiego Stronnictwa Ludowego                        | 52.143  | 7,99 %  |
| 3  |          | Janusz Lucjan Bargieł        | KKW Sojusz Lewicy Demokratycznej – Unia Pracy            | 167.280 | 25,63 % |
| 4  |          | Edward Baścik                | KW Polskiego Stronnictwa Ludowego                        | 60.914  | 9,33 %  |
| 5  |          | Stanisław Borkacki           | KW Liga Polskich Rodzin                                  | 130.515 | 19,99 % |
| 6  |          | Rafał Broda                  | KW Liga Polskich Rodzin                                  | 133.259 | 20,41 % |
| 7  |          | Andrzej Grzegorz Flaga       | KW Alternatywa Ruch Społeczny                            | 35.843  | 5,49 %  |
| 8  |          | Wojciech Grzeszek            | KWW Blok Senat 2001                                      | 95.594  | 14,64 % |
| 9  |          | Stanisław Andrzej Hodorowicz | KW Polskiego Stronnictwa Ludowego                        | 49.154  | 7,53 %  |
| 10 |          | Andrzej Jaeschke             | KKW Sojusz Lewicy Demokratycznej – Unia Pracy            | 140.222 | 21,48 % |
| 11 |          | Stefan Stanisław Jurczak     | KWW Blok Senat 2001                                      | 105.823 | 16,21 % |
| 12 |          | Paweł Jan Kalisz             | KW Polskiej Unii Gospodarczej                            | 25.749  | 3,94 %  |
| 13 |          | Zygmunt Kolenda              | KWW Blok Senat 2001                                      | 106.342 | 16,29 % |
| 14 |          | Krzysztof Jan Kozłowski      | KWW Blok Senat 2001                                      | 137.167 | 21,01 % |
| 15 |          | Bogusław Mąsior              | KKW Sojusz Lewicy Demokratycznej – Unia Pracy            | 149.146 | 22,85 % |
| 16 |          | Robert Leszek Moczulski      | Niezależny Pozapartyjny KWW                              | 89.887  | 13,77 % |
| 17 |          | Andrzej Nelicki              | KW Konserwatywno-Liberalnej Partii Unia Polityki Realnej | 30.071  | 4,61 %  |
| 18 |          | Bogdan Leszek Podgórski      | KKW Sojusz Lewicy Demokratycznej – Unia Pracy            | 142.513 | 21,83 % |
| 19 |          | Wacław Stanisław Przybyło    | KW Samoobrona Rzeczpospolitej Polskiej                   | 75.203  | 11,52 % |
| 20 |          | Gniewomir Rokosz-Kuczyński   | KWW „Forum Obywatelskie Chrześcijańska Demokracja“       | 48.100  | 7,37 %  |
| 21 |          | Józef Skudlarski             | KWW Zgoda                                                | 16.164  | 2,48 %  |
| 22 |          | Zygmunt Franciszek Szopa     | KW Polskiego Stronnictwa Ludowego                        | 53.511  | 8,20 %  |
| 23 |          | Czesław Wojtyła              | KWW Ruch Społeczno-Samorządowy                           | 27.031  | 4,14 %  |

Wahlberechtigte: 1.363.371 – Wahlbeteiligung: 49,72 % – Quelle: Dz.U. 2001 nr 109 poz. 1187

### Parlamentswahl 2005
Die Wahl fand am 25. September 2005 statt.
| #  | Kandidat | Kandidat                         | Wahlkomitee                             | Stimmen | Prozent |
| -- | -------- | -------------------------------- | --------------------------------------- | ------- | ------- |
| 1  |          | Alicja Maria Baluch              | KW Partii Demokratycznej–demokraci.pl   | 39.959  | 6,48 %  |
| 2  |          | Teresa Banaś-Rzegucka            | KW Socjaldemokracji Polskiej            | 34.726  | 5,63 %  |
| 3  |          | Janusz Lucjan Bargieł            | KW Sojusz Lewicy Demokratycznej         | 54.027  | 8,76 %  |
| 4  |          | Piotr Marian Boroń               | KW Prawo i Sprawiedliwość               | 220.685 | 35,79 % |
| 5  |          | Andrzej Grzegorz Flaga           | KW Liga Polskich Rodzin                 | 99.312  | 16,10 % |
| 6  |          | Mieczysław Władysław Gil         | KW Centrum                              | 40.993  | 6,65 %  |
| 7  |          | Andrzej Maria Gołaś              | KW Platforma Obywatelska RP             | 203.299 | 32,97 % |
| 8  |          | Jarosław Gowin                   | KW Platforma Obywatelska RP             | 157.083 | 25,47 % |
| 9  |          | Mikołaj Aleksander Grabowski     | KW Partii Demokratycznej–demokraci.pl   | 51.392  | 8,33 %  |
| 10 |          | Bronisław Kluska                 | KW Polskiego Stronnictwa Ludowego       | 42.494  | 6,89 %  |
| 11 |          | Piotr Aleksander Korczak-Niwicki | KWW Ruch Społeczno-Samorządowy          | 6.316   | 1,02 %  |
| 12 |          | Ryszard Henryk Kozłowski         | KW Dom Ojczysty                         | 18.836  | 3,05 %  |
| 13 |          | Józef Lassota                    | KW Centrum                              | 72.022  | 11,68 % |
| 14 |          | Ryszard Antoni Legutko           | KW Prawo i Sprawiedliwość               | 229.393 | 37,20 % |
| 15 |          | Bogusław Mikołaj Mąsior          | KW Sojusz Lewicy Demokratycznej         | 50.819  | 8,24 %  |
| 16 |          | Jerzy Witold Meysztowicz         | KW Partii Demokratycznej–demokraci.pl   | 33.376  | 5,41 %  |
| 17 |          | Marek Nawara                     | KWW „Wspólnota Małopolska – Senat 2005“ | 56.799  | 9,21 %  |
| 18 |          | Barbara Krystyna Niemiec         | KW Liga Polskich Rodzin                 | 90.109  | 14,61 % |
| 19 |          | Mirosław Marek Pawłowski         | KW Polskiej Partii Narodowej            | 8.916   | 1,45 %  |
| 20 |          | Jacek Pelczar                    | KW Socjaldemokracji Polskiej            | 27.019  | 4,38 %  |
| 21 |          | Grzegorz Pioterek                | KWW Bóg-Honor-Ojczyzna                  | 14.418  | 2,34 %  |
| 22 |          | Bogdan Leszek Podgórski          | KW Sojusz Lewicy Demokratycznej         | 42.373  | 6,87 %  |
| 23 |          | Henryk Jan Połcik                | KW Liga Polskich Rodzin                 | 61.773  | 10,02 % |
| 24 |          | Anna Józefa Raźny                | KW Liga Polskich Rodzin                 | 90.173  | 14,62 % |
| 25 |          | Robert Rokita                    | KW Socjaldemokracji Polskiej            | 30.323  | 4,92 %  |
| 26 |          | Tadeusz Roman Wadas              | KW Polskiego Stronnictwa Ludowego       | 35.412  | 5,74 %  |

Wahlberechtigte: 1.405.621 – Wahlbeteiligung: 45,50 % – Quelle: Dz.U. 2005 nr 195 poz. 1627

### Parlamentswahl 2007
Die Wahl fand am 21. Oktober 2007 statt.
| #  | Kandidat | Kandidat                  | Wahlkomitee                           | Stimmen | Prozent |
| -- | -------- | ------------------------- | ------------------------------------- | ------- | ------- |
| 1  |          | Stanisław Bisztyga        | KW Platforma Obywatelska RP           | 314.314 | 37,88 % |
| 2  |          | Zbigniew Jan Cichoń       | KW Prawo i Sprawiedliwość             | 252.708 | 30,46 % |
| 3  |          | Leszek Marek Długosz      | KW Prawo i Sprawiedliwość             | 248.637 | 29,96 % |
| 4  |          | Paweł Klimowicz           | KW Platforma Obywatelska RP           | 276.213 | 33,29 % |
| 5  |          | Andrzej Antoni Kramarczyk | KW Prawo i Sprawiedliwość             | 217.813 | 26,25 % |
| 6  |          | Ryszard Antoni Legutko    | KW Prawo i Sprawiedliwość             | 244.784 | 29,50 % |
| 7  |          | Grzegorz Pioterek         | KWW Bóg-Honor-Ojczyzna                | 25.473  | 3,07 %  |
| 8  |          | Henryk Jan Połcik         | KW Liga Polskich Rodzin               | 28.462  | 3,43 %  |
| 9  |          | Robert Rokita             | KKW Lewica i Demokraci SLD+SDPL+PD+UP | 104.020 | 12,54 % |
| 10 |          | Henryk Sawka              | KKW Lewica i Demokraci SLD+SDPL+PD+UP | 112.548 | 13,56 % |
| 11 |          | Leszek Julian Schumacher  | KW Polskiego Stronnictwa Ludowego     | 90.203  | 10,87 % |
| 12 |          | Janusz Sepioł             | KW Platforma Obywatelska RP           | 301.893 | 36,38 % |
| 13 |          | Andrzej Maria Wysocki     | KW Platforma Obywatelska RP           | 241.435 | 29,10 % |

Wahlberechtigte: 1.431.548 – Wahlbeteiligung: 59,05 % – Quelle: Dz.U. 2007 nr 198 poz. 1439